# Bezgranicznie oddany
Bezgranicznie oddany – trzeci studyjny album poznańskiego rapera Palucha. Został wydany 10 października 2010 roku nakładem wytwórni B.O.R. Records.
Gościnnie na płycie wystąpili Bob One, Pih, WSRH, Brahu, Hemp Gru, Kubiszew, Bosski Roman, Zelo i Gedz.

## Lista utworów
Opracowano na podstawie źródła.
1. „Bezgranicznie oddany” (gościnnie: Bob One, prod. DJ Story)
2. „Jasne spojrzenie” (prod. Donatan)
3. „Czarne serca” (prod. Julas)
4. „Miłość do życia” (gościnnie: Pih, prod. DJ Story)
5. „Sławek (skit)” (prod. DJ Story)
6. „Podziemnie” (gościnnie: WSRH, prod. DJ Story)
7. „Nowy trueschool” (prod. Julas)
8. „Nie ma sensu” (gościnnie: Brahu, prod. Brahu)
9. „Stan gotowości” (prod. DJ Story)
10. „Ola (skit)” (prod. DJ Story)
11. „Nie daj się wyjebać” (prod. DJ Story)
12. „Teraz to wiem” (gościnnie: Gedz, prod. Sqra)
13. „Swoim torem” (gościnnie: Zelo, prod. DJ Story)
14. „Red Bull” (gościnnie: Bosski Roman, prod. Julas)
15. „Grzechu (skit)” (prod. DJ Story)
16. „Antykozak” (prod. Julas)
17. „Do ostatniego tchu” (gościnnie: Hemp Gru, Kubiszew, prod. DJ Story)